# Варий
Вари́й (фр. Varilhes, окс. Varilhas) — коммуна во Франции, находится в регионе Окситания. Департамент коммуны — Арьеж. Административный центр кантона Варий. Округ коммуны — Памье.
Код INSEE коммуны — 09324.

## Население
Население коммуны на 2008 год составляло 2867 человек.
| 1962 | 1968 | 1975 | 1982 | 1990 | 1999 | 2008 |
| ---- | ---- | ---- | ---- | ---- | ---- | ---- |
| 1747 | 1938 | 1888 | 2007 | 2327 | 2702 | 2867 |

## История
11 ноября 1948 года коммуна была награждена «Военным крестом 1939—1945».

## Экономика
В 2007 году среди 1654 человек в трудоспособном возрасте (15—64 лет) 1197 были экономически активными, 457 — неактивными (показатель активности — 72,4 %, в 1999 году было 68,8 %). Из 1197 активных работали 1085 человек (592 мужчины и 493 женщины), безработных было 112 (27 мужчин и 85 женщин). Среди 457 неактивных 114 человек были учащимися или студентами, 192 — пенсионерами, 151 были неактивными по другим причинам.